# Гейл Амандруд
Гейл Амандруд (англ. Gail Amundrud, 6 квітня 1957) — канадська плавчиня.
Призерка Олімпійських Ігор 1976 року. Призерка Чемпіонату світу з водних видів спорту 1975, 1978 років. Переможниця Ігор Співдружності 1974, 1978 років. Призерка Панамериканських ігор 1975, 1979 років.